# معركة وبحو
دارت معركة وبحو التي استمرت ليوم واحد بين ميليشيا أهل السنة والجماعة الموالية للحكومة الصومالية وتحالف حزب الإسلام وحركة الشباب في بلدة وبحو بمحافظة جلجدود وسط الصومال، وأسفرت المعركة عن مقتل أكثر من 123 شخصًا ما يجعلها واحدة من أكثر المعارك دموية في الحرب الأهلية الصومالية.

## مقدمة
في 15 مايو وبينما كانت معركة وسط الصومال قد بدأت لتوها بهجوم للمتمردين، هاجمت حركة الشباب بلدة وبحو، وحاولت الاستيلاء على البلدة إلا أنها فشلت في ذلك وصدت قوات تنظيم أهل السنة والجماعة،الهجوم الذي استمر ليومين، وأسفرت المعركة عن مقتل 5 أشخاص.

## المعركة
في 5 يونيو بدأت الاشتباكات بهجوم تحالف حزب الإسلام وحركة الشباب مرة أخرى، وتولى حزب الإسلام قيادة الهجمة، وادعى المتحدث باسم حزب الإسلام موسى عبدي عرالي استيلاء الحزب على المدينة واغتنماهم 3 شاحنات مصفحة. ولم تذكر التقارير الإخبارية أكثر من 10 قتلى في ذلك الوقت، وأفاد السكان أن الجانبين استخدموا الأسلحة الثقيلة، كما استخدم الطرفان قذائف الهاون كما نُقل عن موسى عرالي قوله "لقد قصفنا الكفار بقذائف الهاون ودخلنا المدينة من جميع الجهات" . وارتفعت أعداد القتلى لتصل إلى 56 شخصًا، وادعى تنظيم أهل السنة والجماعة استعادة السيطرة على المدينة. كما ادعى الطرفان النصر، ولم يكن معروفًا حينها على وجه الدقة من كان يسيطر على المدينة لاستحالة التحقق من ذلك بشكل مستقل، وقيل إن عدد القتلى تجاوز 40 وعدد الإصابات 60. 
في 7 يونيو تأكد أن تحالف حركة الشباب وحزب الإسلام سيطر على البلدة. ونُقل عن موسى عرالي قوله: "انتصر المجاهدون في المعركة وأسرنا ثلاث شاحنات مسلحة وكان هناك العديد من الضحايا من الجانبين" و علي "طيري" المتحدث باسم حركة الشباب قال إن "أهل السنة والجماعة" خسرت المعركة". وأكد سكان محليون ذلك في حين رفض قادة ميليشيا أهل السنة التعليق، كما أفادت التقارير أن حركة الشباب استخدمت مقاتلين أجانب في المعركة. 
وفقًا لهذه التقارير فقد قُتل 31 مقاتلاً من أهل السنة والجماعة و 24 من تحالف الشباب وحزب الإسلام في المعركة، وقتل ما لا يقل عن 9 مدنيين خلال الاشتباكات.

## حسن طاهر أويس وحسن تركي
في 7 يونيو ادعى قائد تنظيم أهل السنة والجماعة آدم عبدي نور أنهم نجحوا في تصفية الشيخ حسن طاهر أويس خلال المعركة حيث وردت تقارير أنه كان يراقب المعركة عن كثب. وأصر قائد المليشيا على أن قواته أطلقت النار على رأس أويس، إلان أويس اتصل بوسائل الإعلام ليثبت أنه على قيد الحياة وأنه بصحة جيدة. بعد ذلك ادعى نائب سكرتير الإعلام في المليشيا شريف علي أحمد أنهم نجحوا في إصابة حسن أويس وقتل حسن عبد الله حرسي تركي خلال معركة وبحو، غير أن المتحدث باسم حزب الإسلام حسن مهدي نفى هذه المزاعم، مؤكدا أن أويس كان في مقديشو في هذه الأثناء.
عاد أويس إلى الظهور في 8 يونيو لتبديد مزاعم تعرضه للإصابة، وعقد مؤتمرا صحفيا في مقديشو وصف فيه مزاعم القتل أو الإصابة بأنها "دعاية معادية". ونُقل عنه قوله: "خبر موتي لا أساس له من الصحة، كل إنسان محكوم عليه بالموت ، لكنه سيأتي اليوم الذي يأذن به الله". 